# Province de Tomás Frías
Pour les articles homonymes, voir Tomás Frías et Frias (homonymie).
La province de Tomás Frías (en espagnol : Provincia de Tomás Frías) est l'une des 16 provinces du département de Potosí, en Bolivie. Son chef-lieu est la ville de Potosí, qui est également la capitale du département.

## Population
Sa population s'élevait à 176 922 habitants au recensement de 2001.